# Актобе (Шуський район)
Актобе́ (каз. Ақтөбе) — село у складі Шуського району Жамбильської області Казахстану. Адміністративний центр та єдиний населений пункт Актобинський сільського округу.
Населення — 1106 осіб (2021; 1181 у 2009, 1442 у 1999, 1717 у 1989).